# Abdelmanane Khatab
 (mars 2018).
 (février 2011).
Abdelmanane Khatab, de son nom complet Abdelmanane Mahamat Katab, est un homme politique tchadien né le 22 juillet 1970 à N'Djamena.

## Biographie
Il a travaillé à la direction de la Protection et de la Sécurité de la défense (DPSD) au ministère des Armées tchadiennes à N'Djamena jusqu’en 2002 Il vit actuellement en France en tant qu'exilé politique.
Lors de l'attaque de rebelles tchadiens dirigés par Timan Erdimi et Mahamat Nouri contre la capitale N'Djamena les 2 et 3 février 2008, au cours de laquelle le régime du président tchadien Idriss Deby Itno avait été à deux doigts d'être renversé, Abdelmanane Khatab est désigné membre de la cellule d'animation et de communication pour l'Europe avec siège à Paris.
Depuis mars 2010, Abdelmanane Khatab est le haut représentant du Front pour le salut de la République (FSR) pour l'Europe. 
À la fin de la conférence de l'opposition qui s'est tenu à Paris le 13 mars 2011, Abdelmanane Khatab élu délégué adjoint à la communication du Conseil national pour le changement et la démocratie (CNCD), une plate-forme de l'opposition tchadienne à l'extérieur.
Le 29 octobre 2014 le ministère français des Finances et des Comptes publics a décidé dans un arrêté de geler pour six mois les avoirs d’Abdelmanane Khatab, c'est que les services de renseignements avaient récolté des informations laissant à penser qu'il projetait d'organiser un coup d'État en Centrafrique. Abdelmanane Khatab soutenait que son opposition bien connue au régime d’Idriss Déby, n'est pas, non plus, étrangère à cette décision.
Par une mise au point du 10 novembre 2014, Abdelmanane Khatab a réfuté en bloc toutes les accusations portées contre lui,et soulève la  thèse d’un complot ourdi contre sa personne.
Le 30 avril 2015, les autorités françaises ont décidé de mettre un terme au gel de ses avoirs. Selon la liste-nationale un organe du Ministère des finances après avoir vérifié, a décidé de lever toutes les mesures restrictives prises à l’encontre de Khatab.